# 펍지 네이션스 컵
펍지 네이션스 컵(PUBG Nations Cup, 약칭 PNC)은 크래프톤이 주최 및 주관하는 배틀그라운드 국제 대회이다.

## 개요
배틀그라운드의 지역별 스프링 시즌(혹은 페이즈 1)이 마무리 된 이후 국가별로 좋은 기량을 가진 선수들을 선발하여 맞붙는 국가 대항전이다.

## 역대 대회 및 결과
| 연도 | 회차 | 대회                  | 우승     | 준우승   | 3위    | 4위        |
| ---- | ---- | --------------------- | -------- | -------- | ------ | ---------- |
| 2019 | 1    | 펍지 네이션스 컵 2019 | 러시아   | 대한민국 | 캐나다 | 베트남     |
| 2022 | 2    | 펍지 네이션스 컵 2022 | 영국     | 베트남   | 브라질 | 대한민국   |
| 2023 | 3    | 펍지 네이션스 컵 2023 | 대한민국 | 영국     | 베트남 | 아르헨티나 |
| 2024 | 4    | 펍지 네이션스 컵 2024 | 대한민국 | 미국     | 태국   | 베트남     |

## 기록과 통계

### 우승 기록
| 팀명     | 우승 | 준우승 | 우승 대회  | 준우승 대회 |
| -------- | ---- | ------ | ---------- | ----------- |
| 대한민국 | 2    | 1      | 2023, 2024 | 2019        |
| 영국     | 1    | 1      | 2022       | 2023        |
| 러시아   | 1    | 0      | 2019       |             |
| 베트남   | 0    | 1      |            | 2022        |
| 미국     | 0    | 1      |            | 2024        |

### 최우수 선수 (MVP)
2022년 대회부터 최우수 선수 시상을 시작했다.
| 대회                  | 이름          | 아이디 | 비고 |
| --------------------- | ------------- | ------ | ---- |
| 펍지 네이션스 컵 2022 | 알렉스 가우지 | vard   |      |
| 펍지 네이션스 컵 2023 | 조기열        | seoul  |      |
| 펍지 네이션스 컵 2024 | 조기열        | seoul  |      |

## 같이 보기
- 펍지 콘티넨탈 시리즈
- 펍지 글로벌 챔피언십